# Leucania perirrorata
Leucania perirrorata là một loài bướm đêm trong họ Noctuidae.